# Michael Chaves
Michael Chaves est un réalisateur et scénariste américain, connu notamment pour la réalisation de Chase Champion (web série humoristique) et de La Malédiction de la dame blanche (The Curse of La Llorona) sorti en 2019.

## Carrière
Michael Chaves réalise son premier film en 2009. Il s'agit du court métrage comique de quatre minutes Worst Date Ever qui, comme son titre l'indique, se centre sur un rendez-vous qui tourne mal. Il poursuit avec un autre court, Regen, qui est un film d'action comprenant son lot de courses-poursuites.
En 2015, Michael Chaves crée sa propre web-série, Chase Champion, dans laquelle il est question d'un jeune qui, après avoir découvert dans son garage une vieille cartouche de jeu vidéo, développe des super-pouvoirs. Le programme comporte dix épisodes que Michael Chaves scénarise et met en scène. Il poursuit sa carrière discrète avec le court métrage The Maiden, où un agent immobilier tente de vendre une maison hantée. Ce film d'horreur lui permet d'être choisi pour réaliser son premier long métrage, La Malédiction de la Dame blanche, qui se rattache à l'univers cinématographique Conjuring. Sorti en 2019, le film démontre un certain savoir-faire de la part de son réalisateur. Le maître de l'horreur James Wan, lequel décide de lui céder sa place pour Conjuring 3 : sous l'emprise du diable (2021).

## Filmographie

### Réalisateur

#### Cinéma
- 2019 : La Malédiction de la dame blanche (The Curse of La Llorona)
- 2021 : Conjuring : Sous l'emprise du Diable (The Conjuring: The Devil Made Me Do It)
- 2023 : La Nonne : La Malédiction de Sainte-Lucie (The Nun 2)
- 2025 : Conjuring : L'Heure du jugement (The Conjuring: The Last Rites)

#### Télévision
- 2015 : Chase Champion

#### Courts-métrages
- 2010 : Regen
- 2014 : Lac Massacre
- 2014 : Notez chaque son
- 2016 : La jeune fille (The Maiden)

### Clip (s) de musique
- 2019 : Bury a Friend pour Billie Eilish

### Scénariste

#### Télévision
- 2015 : Champion de chasse

#### Courts-métrages
- 2009 : Worst Date Ever
- 2010 : Regen
- 2016 : La jeune fille (The Maiden)

### Producteur
- 2016 : La jeune fille (court-métrage)

## Distinction

### Récompense
- 2016 : Vainqueur de la Shriekfest Award du meilleur super court métrage pour The Maiden[6]